# Saison 10 de The Voice Belgique
 (janvier 2022).
La dixième saison de The Voice dans sa version belge (The Voice Belgique) est diffusée sur La Une (RTBF) du 28 décembre 2021 jusqu'au 5 avril 2022 et est présentée par Maureen Louys et Fanny Jandrain pour l'étape des Blinds et des KO.

## Coachs et candidats

### Coachs
Le 24 août 2021, Henri PFR et Loïc Nottet annoncent, tous deux sur les réseaux sociaux, qu'ils ne participeront pas à cette dixième saison.
Le panel de coachs de cette dixième saison est confirmé le 27 août 2021 et est composé de :
- Christophe Willem [5]: chanteur français
- B.J. Scott [6]: autrice-compositrice-interprète;
- Black M [7]: chanteur et rappeur français ;
- Typh Barrow [8]: chanteuse, autrice, compositrice et pianiste ;

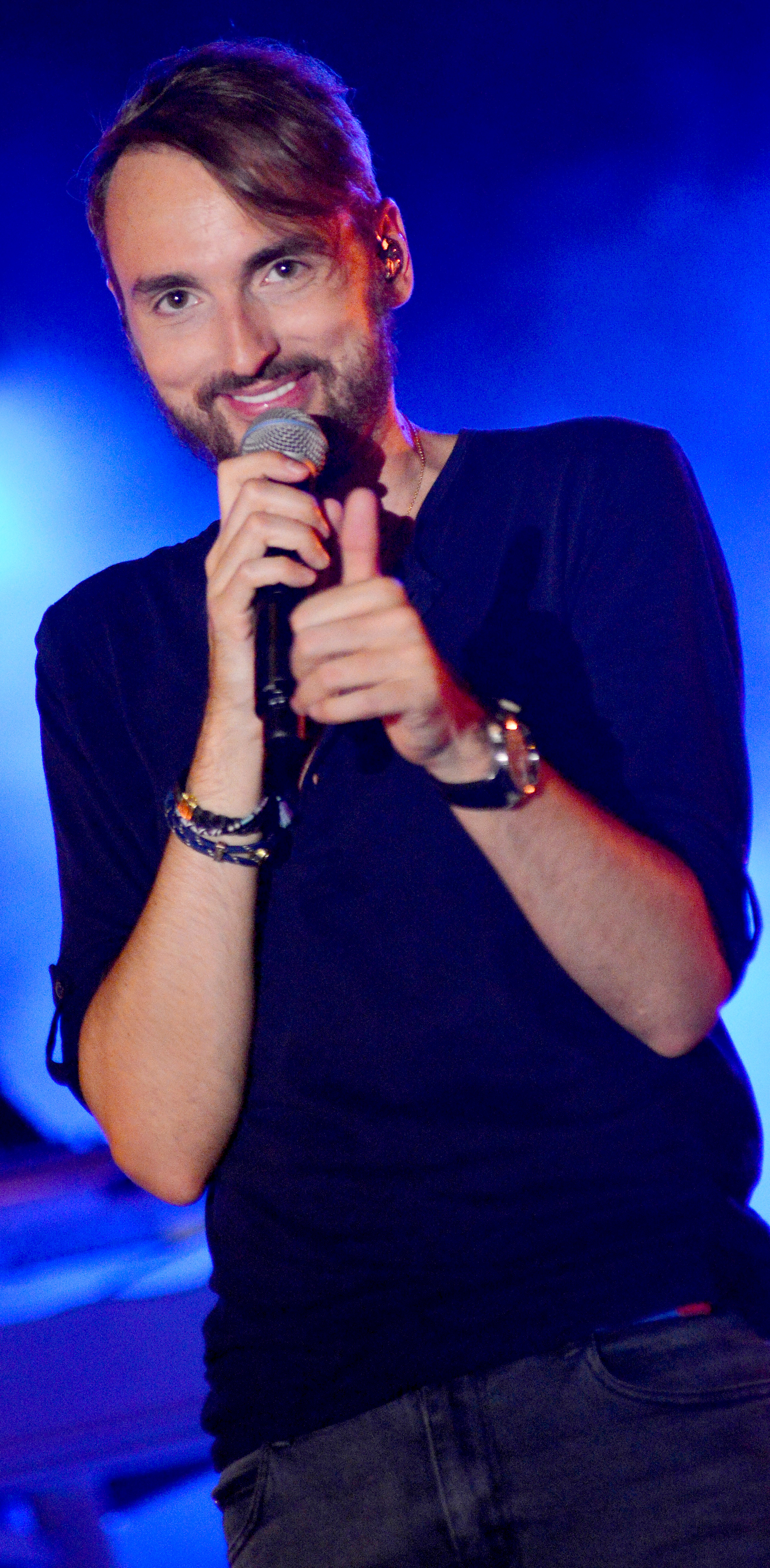
Christophe Willem
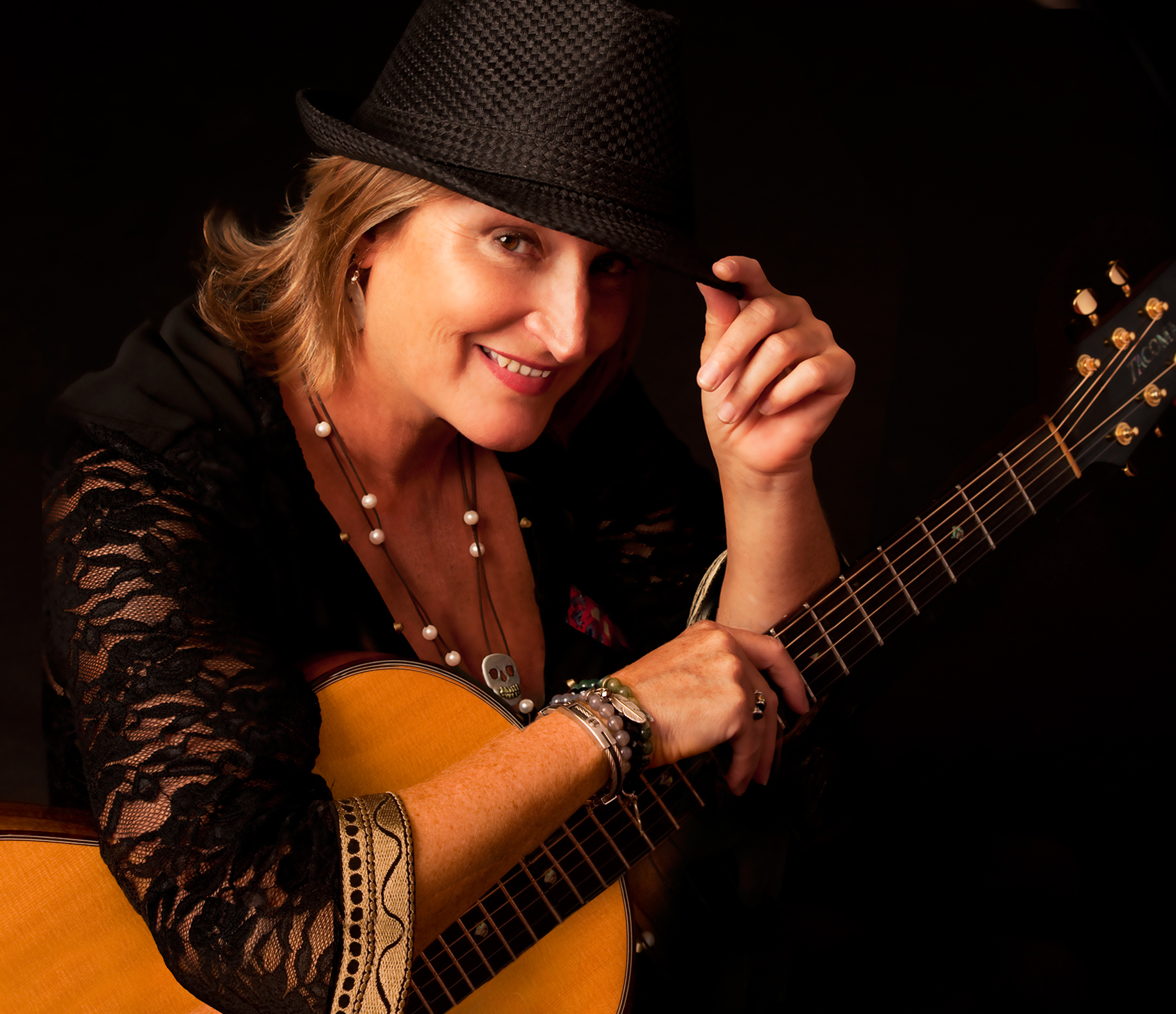
BJ Scott
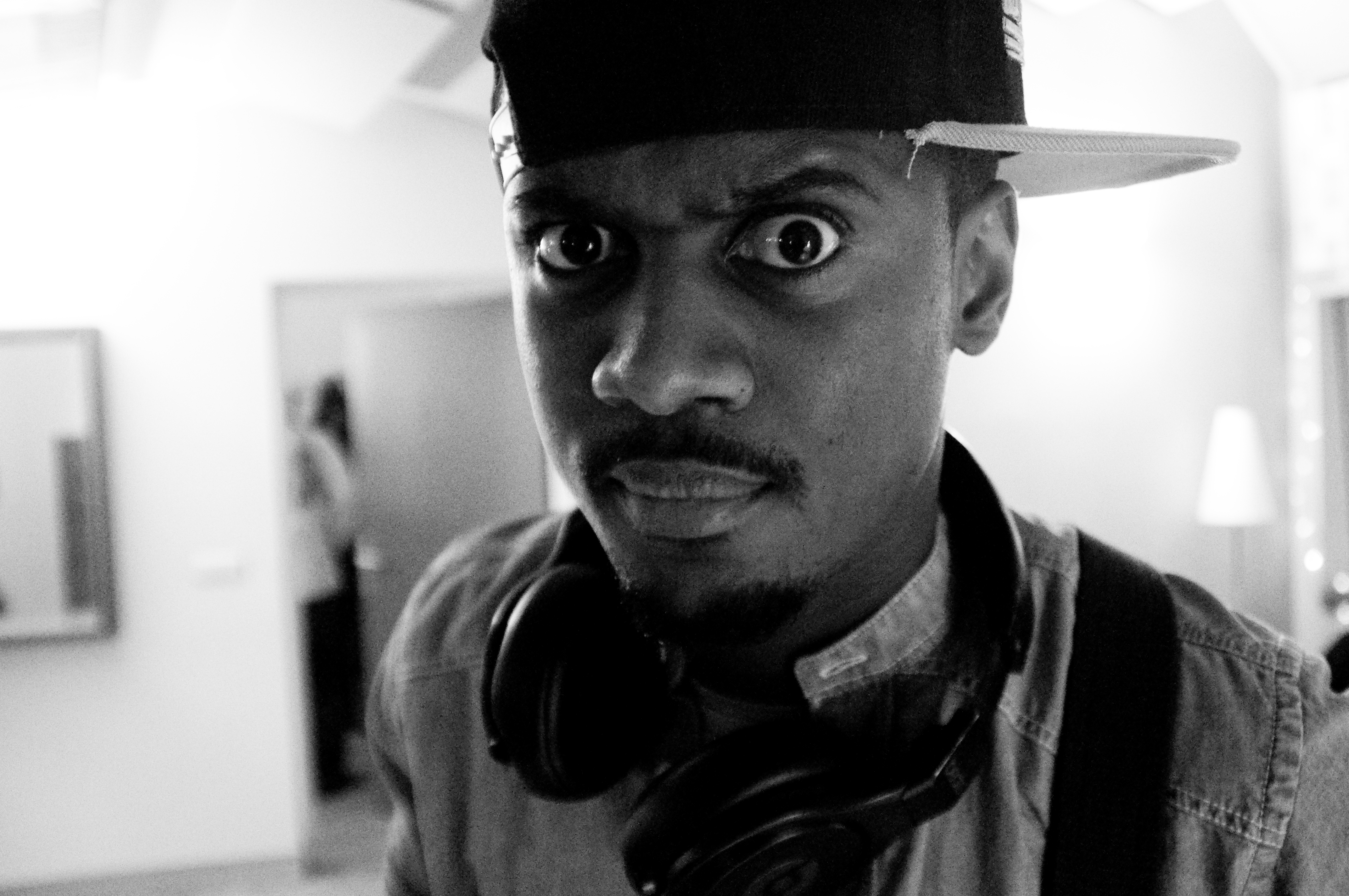
Black M
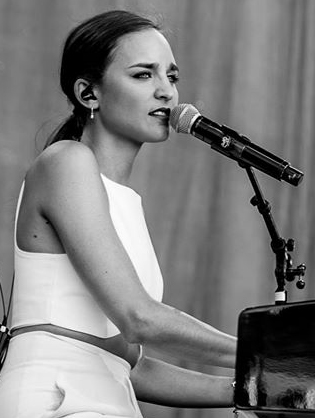
Typh Barrow

### Coachs d'honneur
Pour fêter les 10 ans de l'émission, la production fait venir, sur chaque live, un coach historique.
- Live n°1 : Vitaa : autrice-compositrice-interprète, coach des saisons 7 et 8, ainsi que de la saison 1 de The Voice Kids Belgique;
- Live n°2 : Quentin Mosimann : disc jockey franco-suisse, chanteur et coach des saisons 1, 2, 5 et 6;
- Live n°3 : Marc Pinilla du groupe Suarez : Auteur-compositeur-interprète, coach des saisons 2, 3 et 6;
- Live n°4 : Matthew Irons du groupe Puggy : Auteur-compositeur-interprète, coach des saisons 7 et 8, ainsi que de la saison 1 de The Voice Kids Belgique;
- Live n°5 : Lio : chanteuse et actrice luso-belge francophone, coach de la saison 1 ;
- Live n°6 : Slimane : Auteur-compositeur-interprète, coach des saisons 7 et 8, ainsi que de la saison 1 de The Voice Kids Belgique;

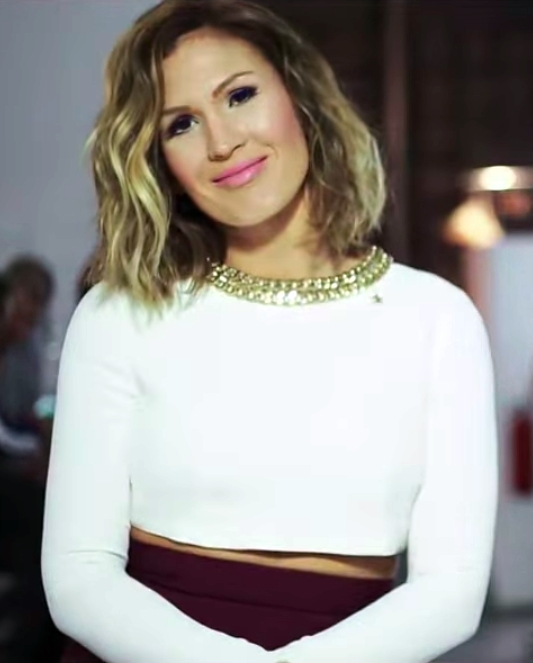
Vitaa (Live n°1)
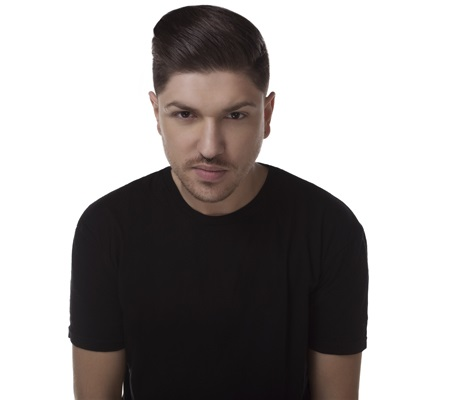
Quentin Mosimann (Live n°2)
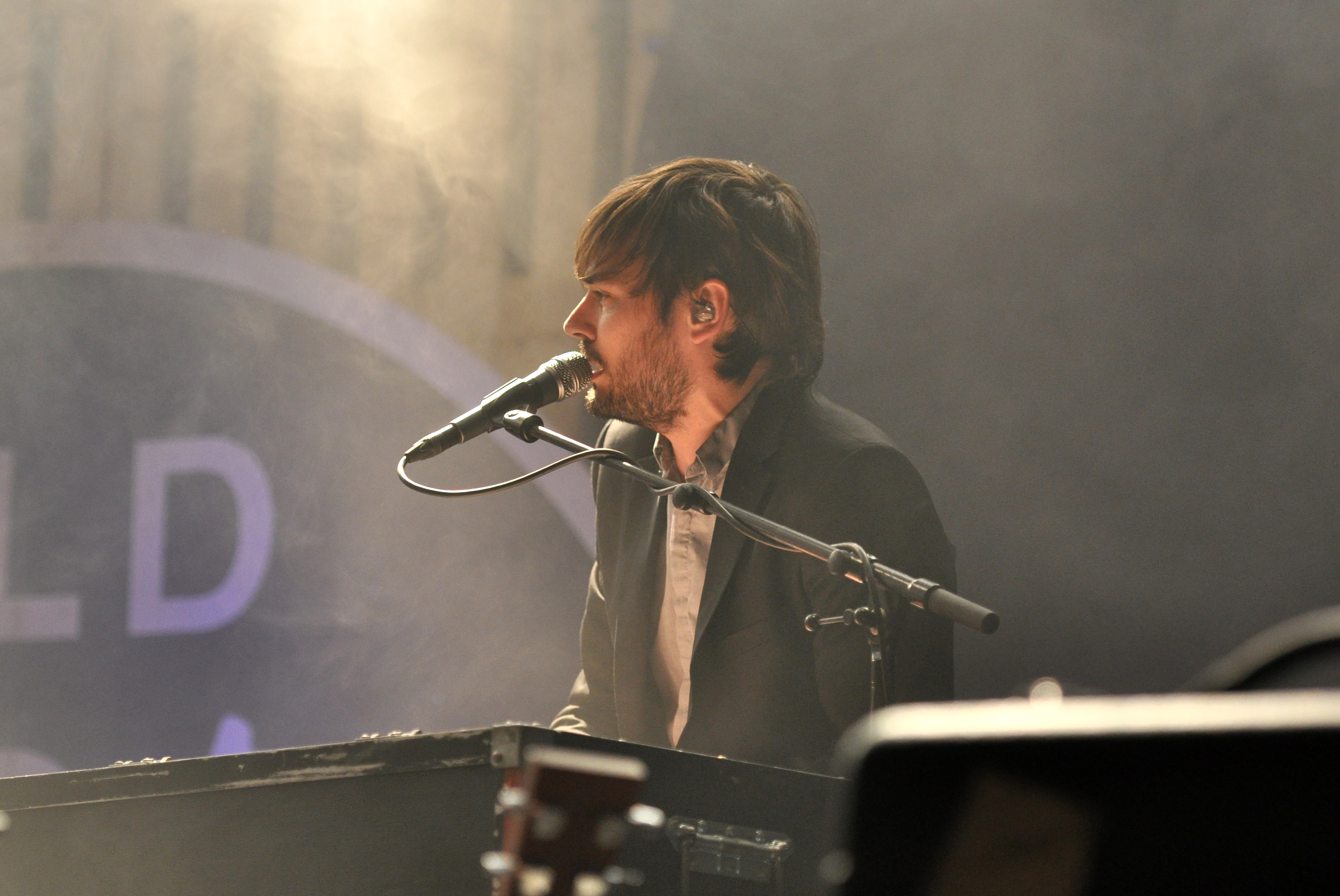
Matthew Irons (Live n°4)
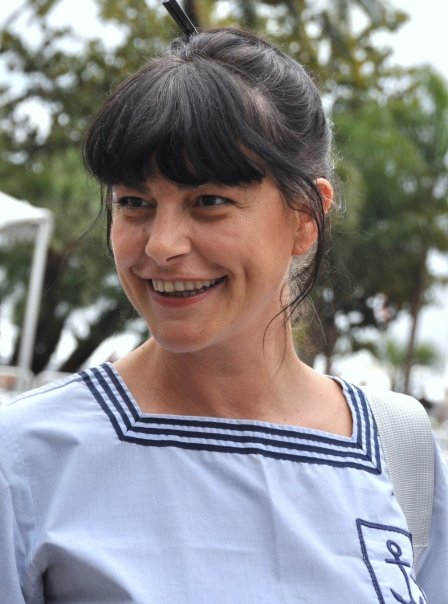
Lio (Live n°5)
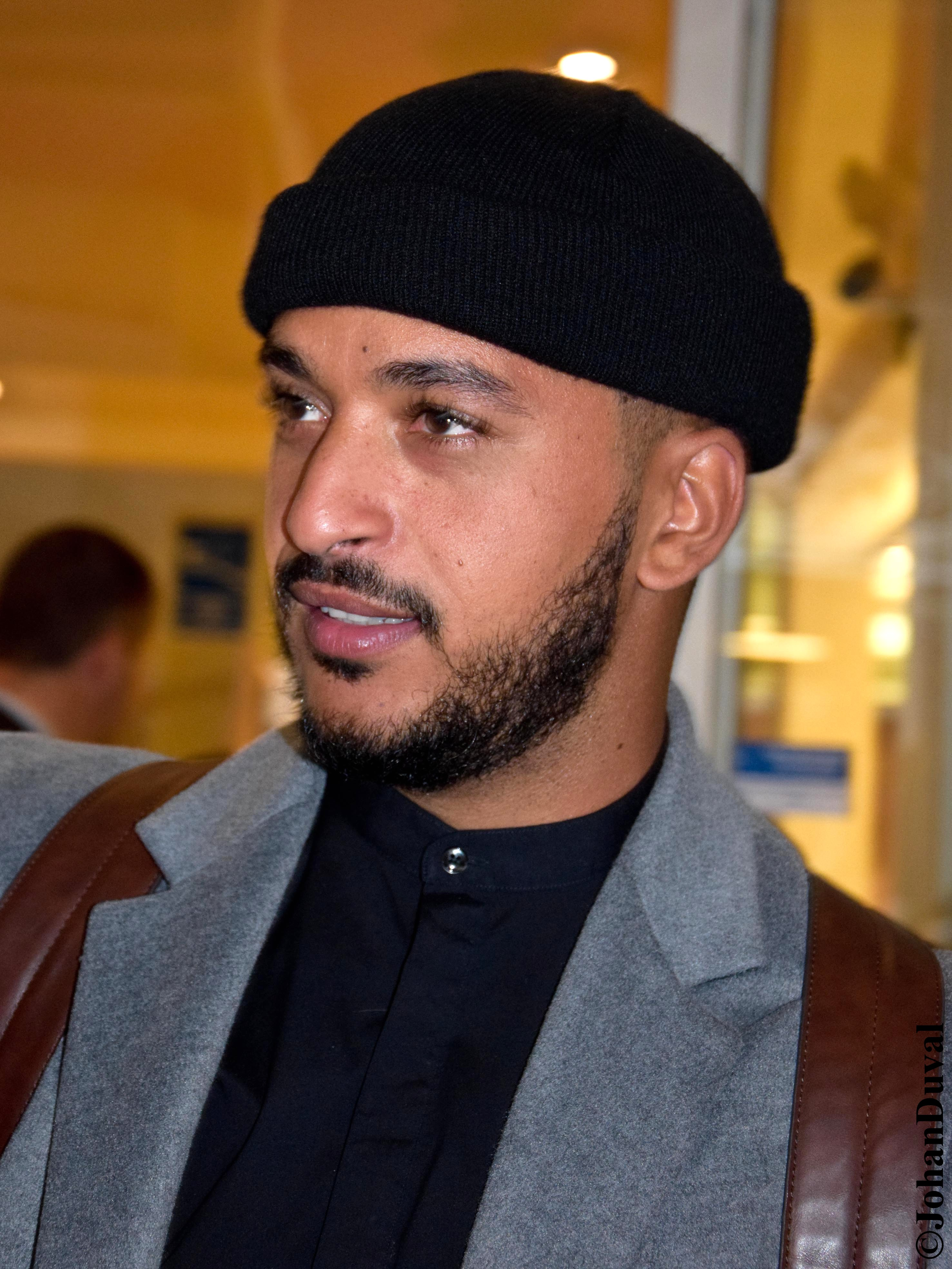
Slimane (Live n°6)

### Candidats
Légende :
|                         |    | Christophe Willem       | B.J. Scott              | Black M               | Typh Barrow         |
| ----------------------- | -- | ----------------------- | ----------------------- | --------------------- | ------------------- |
| Finalistes              | 1  | Maysha Capoul           | Alec Golard             | Sekina Bensiali       | Valentine Martens   |
| Eliminés lors des Lives | 2  | Rosalie Vancauwenberghe | Raphaël Rufo            | Valentin Sortino      | Diana Kovalova      |
| Eliminés lors des Lives | 3  | Arthmony                | Nora Volon              | Anae Bida             | Zélia Ponthieu      |
| Eliminés lors des Lives | 4  | Enola Elearts           | Adriana de Chavagnac    | Roxane Taquet         | Mounir Abouroh      |
| Eliminés lors des Lives | 5  | Maréva Poaty            | Chloé Lopes Valadao     | Levandé               | Oan Warnon          |
| Eliminés lors des Lives | 6  | Manal Ermichi           | Christopher Mingiedi    | Saphyra Malulu Buanda | Daniel Vincke       |
| Eliminés lors des Lives | 7  | Iris Fournier           | —                       | —                     | —                   |
| Eliminés lors des K.O   | 8  | Nicolas Fais            | Sophie Mühlfellner      | Lesly Briggs          | Sekina Bensiali     |
| Eliminés lors des K.O   | 9  | Alice Courtois          | Enola Elearts           | Eden Nsolani          | Chloé Lopes Valadao |
| Eliminés lors des K.O   | 10 | Marvin Albert           | Corentin Simon          | Kaan Kandemir ,       | Adrien Gutierrez    |
| Eliminés lors des K.O   | 11 | Leslie Branckaute       | Daôme François          | Andrea Alcoba         | Anissa Mathonet     |
| Eliminés lors des K.O   | 12 | Régis Lifrange          | Trinity Malulu Buanda   | Lara Di Silvio        | Héloïse Santander   |
| Eliminés lors des K.O   | 13 | Alice Detry             | Patricia Galli          | Sabine François       | Dounia Collet       |
| Eliminés lors des K.O   | 14 | Romain Dos Santos       | Henri Afschrift         | Virginie Ranaivoson   | Célyane Azouani     |
| Eliminés lors des K.O   | 15 | Charlotte Renwa         | Rosalie Vancauwenberghe | Will                  | Cyrielle Doll       |
| Eliminés lors des K.O   | 16 | Izla Hanna              | Mathieu Bodson          | Farah El Boughlidi    | Mic Owl             |
| Eliminés lors des K.O   | 17 | Rida Ataalseid          | Marie Radoux            | Juliette Ankoudinoff  | —                   |

NB : Les talents barrés dans l'élimination des K.O et retrouvés dans les Lives en italique sont les talents volés.

## Nouveautés
Pour cette saison anniversaire, la RTBF annonce plusieurs nouveautés :
- La RTBF diffusera une émission Best-Of pour les 10 ans de l'émission. Anciens coachs et talents viendront témoigner de leur expérience dans le programme. Emission programmée le 21 décembre 2021[12].

- Le premier épisode des « Blind Auditions » pourra être visionné la veille de sa diffusion initiale(soit le 27 décembre 2021) sur la plateforme Auvio[13].

- L'étape des « Duels » est remplacée par celle des « K.O ». Chaque coach présentera un trio de candidats qui interpréteront, à tour de rôle, un titre qu'ils auront choisi au préalable. Après le passage des trois talents, le coach choisira un talent qu'il enverra aux Lives. Pour les deux autres, l'aventure s'arrêtera à moins qu'il ne soit sauvé grâce à la règle du « talent volé ». En effet, chaque coach peut voler un talent d'une équipe adverse[14].

- Chaque mardi, un live est assuré sur le service Twitch par la jeune streameuse Nensha. Celle-ci donnera ses réactions pendant la diffusion de l'émission[15].
- L'épisode de la semaine sera rediffusé le dimanche en deuxième partie de soirée sur la chaîne Tipik[16].

## Étape 1: Les «Blind Auditions»
Les quatre coachs, installés dans des fauteuils tournants, écoutent les candidats, dos tournés à la scène. Chacun d'entre eux doit se choisir quinze candidats en écoutant seulement leur voix, s'ils sont séduits, ils devront appuyer sur leur « buzz » et c'est là que le fauteuil se retournera découvrant leur élu. Si plusieurs coachs se retournent, ce sera alors au candidat de choisir son coach. Le public présent pendant les auditions n'a pas le dos tourné à la scène et un orchestre supporte les candidats.
Les coachs ont le droit de bloquer un autre coach lors de l'audition d'un talent. Comme pour la précédente édition, ce droit est porté à deux fois par coach.
Les enregistrements ont eu lieu début novembre 2021.
Légende applicable à toutes les sessions de « Blind Auditions » :

### Épisode 1
- Diffusion : 28 décembre 2021
- Audience : 349 401 téléspectateurs (27,6 % de part de marché à J+7), leader de la soirée.
- Invité : Roberto Bellarosa, gagnant de la saison 1 est venu chanté Le Blues du businessman de Starmania, afin de lancer les auditions de cette saison anniversaire[18].

| Ordre | Candidat          | Chanson                                    | Choix des coachs et des candidats | Choix des coachs et des candidats | Choix des coachs et des candidats | Choix des coachs et des candidats |
| Ordre | Candidat          | Chanson                                    | Christophe                        | B.J.                              | Black M                           | Typh                              |
| ----- | ----------------- | ------------------------------------------ | --------------------------------- | --------------------------------- | --------------------------------- | --------------------------------- |
| 1     | Iris Fournier     | Cuz I Love You - Lizzo                     | ✔️                                | ✔️                                | ✔️                                | ✔️                                |
| 2     | Rida Ataalseid    | Everything I Wanted - Billie Eilish        | ✔️                                | —                                 | —                                 | —                                 |
| 3     | Sophie Gaillet    | The Chain - Fleetwood Mac                  | —                                 | —                                 | —                                 | —                                 |
| 4     | Daôme François    | Ne me jugez pas - Camille Lellouche        | —                                 | ✔️                                | ✔️                                | ✔️                                |
| 5     | Lara Di Silvio    | Solo - Kim Jennie                          | —                                 | —                                 | ✔️                                | —                                 |
| 6     | Henri Afschrift   | Bruises - Lewis Capaldi                    | ✔️                                | ✔️                                | ✔️                                | ❌                                |
| 7     | Gisèle Journo     | When We Were Young - Adele                 | —                                 | —                                 | —                                 | —                                 |
| 8     | Cyrielle Doll     | How Come U Don't Call Me Anymore? - Prince | —                                 | —                                 | —                                 | ✔️                                |
| 9     | Justine Herbillon | Si j'étais un homme - Diane Tell           | —                                 | —                                 | —                                 | —                                 |
| 10    | Marvin Albert     | Watermelon Sugar - Harry Styles            | ✔️                                | —                                 | —                                 | —                                 |
| 11    | Adrien Gutierrez  | Break My Heart Again - Finneas             | —                                 | —                                 | —                                 | ✔️                                |

### Épisode 2
- Diffusion : 4 janvier 2022
- Audience : 329 545 téléspectateurs (24,4 % de part de marché à J+7), leader de la soirée.

| Ordre | Candidat           | Chanson                                              | Choix des coachs et des candidats | Choix des coachs et des candidats | Choix des coachs et des candidats | Choix des coachs et des candidats |
| Ordre | Candidat           | Chanson                                              | Christophe                        | B.J.                              | Black M                           | Typh                              |
| ----- | ------------------ | ---------------------------------------------------- | --------------------------------- | --------------------------------- | --------------------------------- | --------------------------------- |
| 1     | Alec Golard        | Indigo Night - Tamino                                | ✔️                                | ✔️                                | —                                 | ✔️                                |
| 2     | Valentine Martens  | Je l'aime à mourir - Francis Cabrel                  | ✔️                                | ✔️                                | ✔️                                | ✔️                                |
| 3     | Will               | The Way You Make Me Feel - Michael Jackson           | ✔️                                | —                                 | ✔️                                | —                                 |
| 4     | Sekina Bensiali    | Particles - Nothing But Thieves                      | —                                 | —                                 | —                                 | ✔️                                |
| 5     | Gustave Delaunois  | Kid - Eddy de Pretto                                 | —                                 | —                                 | —                                 | —                                 |
| 6     | Roxane Taquet      | When Love Takes Over - David Guetta et Kelly Rowland | ✔️                                | ✔️                                | ✔️                                | ✔️                                |
| 7     | Amandine Dardenne  | Le Temps - Tayc                                      | —                                 | —                                 | —                                 | —                                 |
| 8     | Izla Hanna         | No Time to Die - Billie Eilish                       | ✔️                                | —                                 | —                                 | —                                 |
| 9     | Adrien Lienard     | La Corrida - Francis Cabrel                          | —                                 | —                                 | —                                 | —                                 |
| 10    | Sophie Mühlfellner | Amoi seg’ ma uns wieder - Andreas Gabalier           | —                                 | ✔️                                | —                                 | —                                 |
| 11    | Farah El Boughlidi | Say So - Doja Cat                                    | ✔️                                | —                                 | ✔️                                | —                                 |
| 12    | Maysha Capoul      | Tu m'oublieras - Larusso                             | ✔️                                | ✔️                                | ❌                                | ✔️                                |

### Épisode 3
- Diffusion : 11 janvier 2022
- Audience : 340 416 téléspectateurs (26,6 % de part de marché à J+7), leader de la soirée.

| Ordre | Candidat          | Chanson                                       | Choix des coachs et des candidats | Choix des coachs et des candidats | Choix des coachs et des candidats | Choix des coachs et des candidats |
| Ordre | Candidat          | Chanson                                       | Christophe                        | B.J.                              | Black M                           | Typh                              |
| ----- | ----------------- | --------------------------------------------- | --------------------------------- | --------------------------------- | --------------------------------- | --------------------------------- |
| 1     | Nicolas Fais      | Lemon Tree - Fools Garden                     | ✔️                                | —                                 | —                                 | —                                 |
| 2     | Adaya             | Alone - Selah Sue                             | —                                 | —                                 | —                                 | —                                 |
| 3     | Romain Dos Santos | The Show Must Go On - Queen                   | ✔️                                | ✔️                                | ✔️                                | ✔️                                |
| 4     | Dounia Collet     | Do I Wanna Know? - Arctic Monkeys             | —                                 | —                                 | —                                 | ✔️                                |
| 5     | Sean Gerits       | Chez Laurette - Michel Delpech                | —                                 | —                                 | —                                 | —                                 |
| 6     | Andrea Alcoba     | You're Still the One - Shania Twain           | ✔️                                | —                                 | ✔️                                | —                                 |
| 7     | Raphaël Rufo      | Le Tunnel d'or - AaRON                        | —                                 | ✔️                                | —                                 | —                                 |
| 8     | Leila Zahim       | Girls Like Us - Zoe Wees                      | —                                 | —                                 | —                                 | —                                 |
| 9     | Héloïse Santander | The Power of Love - Frankie Goes to Hollywood | ✔️                                | —                                 | —                                 | ✔️                                |
| 10    | Eden Nsolani      | Cry Me a River - Justin Timberlake            | —                                 | —                                 | ✔️                                | ✔️                                |
| 11    | Nina Blistain     | Strange - Celeste                             | —                                 | —                                 | —                                 | —                                 |
| 12    | Daniel Vincke     | Pookie - Aya Nakamura                         | ✔️                                | ❌                                | ✔️                                | ✔️                                |

### Épisode 4
- Diffusion : 18 janvier 2022
- Audience : 356 919 téléspectateurs (25,6 % de part de marché à J+7), leader de la soirée.

| Ordre | Candidat             | Chanson                                           | Choix des coachs et des candidats | Choix des coachs et des candidats | Choix des coachs et des candidats | Choix des coachs et des candidats |
| Ordre | Candidat             | Chanson                                           | Christophe                        | B.J.                              | Black M                           | Typh                              |
| ----- | -------------------- | ------------------------------------------------- | --------------------------------- | --------------------------------- | --------------------------------- | --------------------------------- |
| 1     | Diana Kovalova       | Best Part - Daniel Caesar et H.E.R.               | ✔️                                | ✔️                                | ✔️                                | ✔️                                |
| 2     | Christopher Mingiedi | Plus jamais - Aya Nakamura et Stormzy             | —                                 | ✔️                                | ✔️                                | —                                 |
| 3     | Célyane Azouani      | Dangerous Woman - Ariana Grande                   | ✔️                                | —                                 | ❌                                | ✔️                                |
| 4     | Juliette Ankoudinoff | L'Effet de masse - Maëlle                         | —                                 | —                                 | ✔️                                | —                                 |
| 5     | Alexandra Vanberghen | Team - Lorde                                      | —                                 | —                                 | —                                 | —                                 |
| 6     | Corentin Simon       | Never Let You Go - Quentin Mosimann et Joe Cleere | —                                 | ✔️                                | ❌                                | —                                 |
| 7     | Anae Bida            | I Just Can't Stop Loving You - Michael Jackson    | —                                 | —                                 | ✔️                                | —                                 |
| 8     | T.J. Antonneau       | Ashes - Céline Dion                               | —                                 | —                                 | —                                 | —                                 |
| 9     | Zélia Ponthieu       | Voilà - Barbara Pravi                             | ✔️                                | —                                 | ✔️                                | ✔️                                |
| 10    | Florianna Bennardo   | Cover Me In Sunshine - Pink et Willow Sage Hart   | —                                 | —                                 | —                                 | —                                 |
| 11    | Maréva Poaty         | N'insiste pas - Camille Lellouche                 | ✔️                                | —                                 | —                                 | —                                 |
| 12    | Oan Warnon           | Before You Go - Lewis Capaldi                     | ✔️                                | ✔️                                | ✔️                                | ✔️                                |

### Épisode 5
- Diffusion : 25 janvier 2022
- Audience : 336 626 téléspectateurs (24,4 % de part de marché à J+7), leader de la soirée.

| Ordre | Candidat                     | Chanson                        | Choix des coachs et des candidats | Choix des coachs et des candidats | Choix des coachs et des candidats | Choix des coachs et des candidats |
| Ordre | Candidat                     | Chanson                        | Christophe                        | B.J.                              | Black M                           | Typh                              |
| ----- | ---------------------------- | ------------------------------ | --------------------------------- | --------------------------------- | --------------------------------- | --------------------------------- |
| 1     | Rosalie Vancauwenberghe      | Life on Mars? - David Bowie    | ✔️                                | ✔️                                | ✔️                                | —                                 |
| 2     | Edward Dinca                 | Good 4 U - Olivia Rodrigo      | —                                 | —                                 | —                                 | —                                 |
| 3     | Arthmony (Donata et Emanuel) | 9 Crimes - Damien Rice         | ✔️                                | ✔️                                | —                                 | —                                 |
| 4     | Chloé Lopes Valadao          | The Only Exception - Paramore  | —                                 | ✔️                                | —                                 | ✔️                                |
| 5     | Patricia Galli               | Rise Up - Andra Day            | —                                 | ✔️                                | —                                 | —                                 |
| 6     | Kaan Kandemir                | La nuit - Sopico               | ✔️                                | ✔️                                | ✔️                                | ✔️                                |
| 7     | Anouchka Cangé               | The Climb - Miley Cyrus        | —                                 | —                                 | —                                 | —                                 |
| 8     | Alice Detry                  | Jalouse - Mademoiselle K       | ✔️                                | —                                 | —                                 | —                                 |
| 9     | Virginie Ranaivoson          | Somewhere Only We Know - Keane | ❌                                | ✔️                                | ✔️                                | —                                 |
| 10    | Victoria Lechanteur          | Crazy - Gnarls Barkley         | —                                 | —                                 | —                                 | —                                 |
| 11    | Charlotte Renwa              | T'es beau - Pauline Croze      | ✔️                                | ✔️                                | —                                 | —                                 |
| 12    | Enola Elearts                | Angels Like You - Miley Cyrus  | —                                 | ✔️                                | —                                 | ✔️                                |

### Épisode 6
- Diffusion : 1er février 2022
- Audience : 380 410 téléspectateurs (27,9 % de part de marché à J+7), leader de la soirée.

| Ordre | Candidat              | Chanson                                        | Choix des coachs et des candidats | Choix des coachs et des candidats | Choix des coachs et des candidats | Choix des coachs et des candidats |
| Ordre | Candidat              | Chanson                                        | Christophe                        | B.J.                              | Black M                           | Typh                              |
| ----- | --------------------- | ---------------------------------------------- | --------------------------------- | --------------------------------- | --------------------------------- | --------------------------------- |
| 1     | Adriana de Chavagnac  | As The World Caves In - Matt Maltese           | ❌                                | ✔️                                | ✔️                                | ✔️                                |
| 2     | Mic Owl               | I'm Not the Only One - Sam Smith               | —                                 | —                                 | —                                 | ✔️                                |
| 3     | Saphyra Malulu Buanda | Ex-Factor - Lauryn Hill                        | ✔️                                | —                                 | ✔️                                | ✔️                                |
| 4     | Trinity Malulu Buanda | Love - Keyshia Cole                            | —                                 | ✔️                                | ✔️                                | ✔️                                |
| 5     | Fiona Traina          | Ma philosophie - Amel Bent                     | —                                 | —                                 | —                                 | —                                 |
| 6     | Sabine François       | I'm in Love with a Monster - Fifth Harmony     | —                                 | —                                 | ✔️                                | —                                 |
| 7     | Estelle Weidlich      | Doctor - Loïc Nottet                           | —                                 | —                                 | —                                 | —                                 |
| 8     | Régis Lifrange        | There's Nothing Holdin' Me Back - Shawn Mendes | ✔️                                | —                                 | ✔️                                | —                                 |
| 9     | Anissa Mathonet       | Take on Me - A-ha                              | —                                 | —                                 | —                                 | ✔️                                |
| 10    | Nora Volon            | Holding Out for a Hero - Bonnie Tyler          | —                                 | ✔️                                | —                                 | ✔️                                |
| 11    | Maria Preschia        | Someday - The Strokes                          | —                                 | —                                 | —                                 | —                                 |
| 12    | Leslie Branckaute     | Time After Time - Cyndi Lauper                 | ✔️                                | —                                 | ✔️                                | —                                 |

### Épisode 7
- Diffusion : 8 février 2022
- Audience : 354 827 téléspectateurs (27 % de part de marché à J+7), leader de la soirée.

| Ordre | Candidat                    | Chanson                                                  | Choix des coachs et des candidats | Choix des coachs et des candidats | Choix des coachs et des candidats | Choix des coachs et des candidats |
| Ordre | Candidat                    | Chanson                                                  | Christophe                        | B.J.                              | Black M                           | Typh                              |
| ----- | --------------------------- | -------------------------------------------------------- | --------------------------------- | --------------------------------- | --------------------------------- | --------------------------------- |
| 1     | Kévin Levandé               | That's what I like - Bruno Mars                          | ✔️                                | ✔️                                | ✔️                                | ✔️                                |
| 2     | Juliette Lorand De Kuyssche | My Life Is Going On - Cecilia Krull et Manel Santisteban | —                                 | —                                 | —                                 | —                                 |
| 3     | Marie Radoux                | Break My Heart - Dua Lipa                                | —                                 | ✔️                                | ✔️                                | —                                 |
| 4     | Alice Courtois              | Bitter Sweet Symphony - The Verve                        | ✔️                                | —                                 | —                                 | —                                 |
| 5     | Zahra El Achour             | Giant - Calvin Harris et Rag'n'Bone Man                  | —                                 | —                                 | —                                 | —                                 |
| 6     | Mounir Abouroh              | Make It Rain - Ed Sheeran                                | ✔️                                | ✔️                                | ✔️                                | ✔️                                |
| 7     | Jade Lamy                   | Telepatía - Kali Uchis                                   | —                                 | —                                 | —                                 | Équipe complète                   |
| 8     | Valentin Sortino            | Arcade - Duncan Laurence                                 | ✔️                                | ✔️                                | ✔️                                | Équipe complète                   |
| 9     | Manal Ermichi               | Parce que c'est toi - Axelle Red                         | ✔️                                | —                                 | —                                 | Équipe complète                   |
| 10    | Lesly Briggs                | All I Ask - Adele                                        | Équipe complète                   | —                                 | ✔️                                | Équipe complète                   |
| 11    | Mathieu Bodson              | Lego House - Ed Sheeran                                  | Équipe complète                   | ✔️                                | Équipe complète                   | Équipe complète                   |

### Bilan des «Blind auditions»
| Coach             | Nombre de buzz | Nombre de talents | Nombre de fois où le coach s'est retourné seul | Nombre de fois où le coach a été choisi | Nombre de fois où le coach a été bloqué (et par qui ) | Nombre de fois où le coach a été refusé |
| ----------------- | -------------- | ----------------- | ---------------------------------------------- | --------------------------------------- | ----------------------------------------------------- | --------------------------------------- |
| Christophe Willem | 36             | 15                | 9                                              | 6                                       | 2 fois (par B.J. et par Black M)                      | 19                                      |
| B.J. Scott        | 31             | 15                | 4                                              | 11                                      | 1 fois (par Black M)                                  | 15                                      |
| Black M           | 35             | 15                | 5                                              | 10                                      | 3 fois (par Christophe, par Typh et par B.J.)         | 17                                      |
| Typh Barrow       | 30             | 15                | 6                                              | 9                                       | 1 fois (par Christophe)                               | 14                                      |

## Étape 2: Les «K.O»
Après les Blinds Auditions, 60 talents s’affronteront lors des K.O. Cette étape remplace celle des duels. Durant cette fameuse phase des K.O, chaque coach, confrontera trois de ses talents sur scène. Ces trois talents chanteront à tour de rôle la chanson de leur choix. À l’issue des trois prestations, le coach choisira un seul talent qui accédera à l’étape des lives. Le coach emmènera donc 5 talents de sa propre équipe vers la suite de l’aventure.
Toutefois, le coach aura le droit de voler un talent d’une des équipes adverses qui n’a pas été retenu. Ce talent sera le sixième et dernier talent de son nouveau coach qui aura son ticket pour entrer dans la phase trépidante des lives.
Comme les saisons précédentes lors de l'étape des « Duels », chaque coach travaille avec un co-coach qui l'assiste lors des séances de répétitions avec les talents.
- B.J. Scott est accompagnée d'Axel Bauer : chanteur, guitariste, compositeur et acteur français
- Typh Barrow avec MC Solaar : rappeur français
- Black M s'est entouré de l'auteur-compositrice-interprète algéro-canadienne Zaho
- Yseult, auteure-compositeure-interprète française, quant à elle, a rejoint Christophe Willem.

Les tournages de cette nouvelle épreuve ont eu lieu les 11 et 12 décembre 2021.

### Épisode 8
- Diffusion : 15 février 2022
- Audience : 287 468 téléspectateurs (22,5 % de part de marché à J+7), leader de la soirée.

| Ordre | Coach      | Candidat                | Chanson                                         | Choix des coachs et des candidats | Choix des coachs et des candidats | Choix des coachs et des candidats | Choix des coachs et des candidats |
| Ordre | Coach      | Candidat                | Chanson                                         | Christophe                        | B.J.                              | Black M                           | Typh                              |
| ----- | ---------- | ----------------------- | ----------------------------------------------- | --------------------------------- | --------------------------------- | --------------------------------- | --------------------------------- |
| 1     | Christophe | Rida Ataalseid          | How Will I Know - Whitney Houston               | NC                                | —                                 | —                                 | —                                 |
| 2     | Christophe | Izla Hanna              | Ain't No Other Man - Christina Aguilera         | NC                                | —                                 | —                                 | —                                 |
| 3     | Christophe | Arthmony                | Leaving On A Jet Plane - John Denver            | NC                                | —                                 | —                                 | —                                 |
|       |            |                         |                                                 |                                   |                                   |                                   |                                   |
| 4     | B.J.       | Nora Volon              | Casting - Christophe Maé                        | —                                 | NC                                | —                                 | —                                 |
| 5     | B.J.       | Henri Afschrift         | Hold On - Justin Bieber                         | —                                 | NC                                | —                                 | —                                 |
| 6     | B.J.       | Rosalie Vancauwenberghe | Falling - Harry Styles                          | ✔️                                | NC                                | —                                 | ✔️                                |
|       |            |                         |                                                 |                                   |                                   |                                   |                                   |
| 7     | Typh       | Célyane Azouani         | Scared to Be Lonely - Martin Garrix et Dua Lipa | Buzz utilisé                      | —                                 | —                                 | NC                                |
| 8     | Typh       | Cyrielle Doll           | Give Me One Reason - Tracy Chapman              | Buzz utilisé                      | —                                 | —                                 | NC                                |
| 9     | Typh       | Oan Warnon              | Je te pardonne - Gims                           | Buzz utilisé                      | —                                 | —                                 | NC                                |
|       |            |                         |                                                 |                                   |                                   |                                   |                                   |
| 10    | Black M    | Juliette Ankoudinoff    | Roule - Soprano                                 | Buzz utilisé                      | —                                 | NC                                | —                                 |
| 11    | Black M    | Farah El Boughlidi      | Je te promets - Zaho                            | Buzz utilisé                      | —                                 | NC                                | —                                 |
| 12    | Black M    | Roxane Taquet           | Je t'aime - Lara Fabian                         | Buzz utilisé                      | —                                 | NC                                | —                                 |
|       |            |                         |                                                 |                                   |                                   |                                   |                                   |
| 13    | B.J.       | Alec Golard             | Hold Me While You Wait - Lewis Capaldi          | Buzz utilisé                      | NC                                | —                                 | —                                 |
| 14    | B.J.       | Mathieu Bodson          | U.F.O. - Coldplay                               | Buzz utilisé                      | NC                                | —                                 | —                                 |
| 15    | B.J.       | Marie Radoux            | Teeth - 5 Seconds of Summer                     | Buzz utilisé                      | NC                                | —                                 | —                                 |
|       |            |                         |                                                 |                                   |                                   |                                   |                                   |
| 16    | Typh       | Valentine Martens       | Tourner la page - Zaho                          | Buzz utilisé                      | —                                 | —                                 | NC                                |
| 17    | Typh       | Mic Owl                 | Corps - Yseult                                  | Buzz utilisé                      | —                                 | —                                 | NC                                |
| 18    | Typh       | Diana Kovalova          | Wish I Didn't Miss You - Angie Stone            | Buzz utilisé                      | —                                 | —                                 | NC                                |
|       |            |                         |                                                 |                                   |                                   |                                   |                                   |
| 19    | Christophe | Romain Dos Santos       | Still Loving You - Scorpions                    | Buzz utilisé                      | —                                 | —                                 | —                                 |
| 20    | Christophe | Maysha Capoul           | His Eye Is On The Sparrow - Lauryn Hill         | Buzz utilisé                      | —                                 | —                                 | —                                 |
| 21    | Christophe | Charlotte Renwa         | —                                               | Buzz utilisé                      | —                                 | —                                 | —                                 |

### Épisode 9
- Diffusion : 22 février 2022
- Audience : 264 616 téléspectateurs (part de marché à J+7 inconnue), en deuxième position des audiences de la soirée.

| Ordre | Coach      | Candidat              | Chanson                                    | Choix des coachs et des candidats | Choix des coachs et des candidats | Choix des coachs et des candidats | Choix des coachs et des candidats |
| Ordre | Coach      | Candidat              | Chanson                                    | Christophe                        | B.J.                              | Black M                           | Typh                              |
| ----- | ---------- | --------------------- | ------------------------------------------ | --------------------------------- | --------------------------------- | --------------------------------- | --------------------------------- |
| 1     | Black M    | Levandé               | Not the End of the World - Katy Perry      | Buzz utilisé                      | —                                 | NC                                | —                                 |
| 2     | Black M    | Will                  | Qui de nous deux ? - -M-                   | Buzz utilisé                      | —                                 | NC                                | —                                 |
| 3     | Black M    | Virginie Ranaivoson   | Radioactive - Imagine Dragons              | Buzz utilisé                      | —                                 | NC                                | —                                 |
|       |            |                       |                                            |                                   |                                   |                                   |                                   |
| 4     | Typh       | Dounia Collet         | The Hills - The Weeknd                     | Buzz utilisé                      | —                                 | —                                 | NC                                |
| 5     | Typh       | Héloïse Santander     | Can't Help Falling in Love - Elvis Presley | Buzz utilisé                      | —                                 | —                                 | NC                                |
| 6     | Typh       | Daniel Vincke         | You Don't Know Me - Jax Jones et Raye      | Buzz utilisé                      | —                                 | —                                 | NC                                |
|       |            |                       |                                            |                                   |                                   |                                   |                                   |
| 7     | Christophe | Maréva Poaty          | I'd Rather Go Blind - Etta James           | Buzz utilisé                      | —                                 | —                                 | —                                 |
| 8     | Christophe | Alice Detry           | J'ai vu - Niagara                          | Buzz utilisé                      | —                                 | —                                 | —                                 |
| 9     | Christophe | Régis Lifrange        | Is That Alright? - Lady Gaga               | Buzz utilisé                      | —                                 | —                                 | —                                 |
|       |            |                       |                                            |                                   |                                   |                                   |                                   |
| 10    | B.J.       | Trinity Malulu Buanda | Let's Stay Together - Al Green             | Buzz utilisé                      | NC                                | —                                 | —                                 |
| 11    | B.J.       | Patricia Galli        | Drôle d'époque - Clara Luciani             | Buzz utilisé                      | NC                                | —                                 | —                                 |
| 12    | B.J.       | Christopher Mingiedi  | Man in the Mirror - Michael Jackson        | Buzz utilisé                      | NC                                | —                                 | —                                 |
|       |            |                       |                                            |                                   |                                   |                                   |                                   |
| 13    | Black M    | Sabine François       | Unchained Melody - The Righteous Brothers  | Buzz utilisé                      | —                                 | NC                                | —                                 |
| 14    | Black M    | Anae Bida             | Levitating - Dua Lipa et DaBaby            | Buzz utilisé                      | —                                 | NC                                | —                                 |
| 15    | Black M    | Lara Di Silvio        | Tombe la neige - Salvatore Adamo           | Buzz utilisé                      | —                                 | NC                                | —                                 |
|       |            |                       |                                            |                                   |                                   |                                   |                                   |
| 16    | Typh       | Anissa Mathonet       | Paris-Seychelles - Julien Doré             | Buzz utilisé                      | —                                 | —                                 | NC                                |
| 17    | Typh       | Mounir Abouroh        | September Song - JP Cooper                 | Buzz utilisé                      | —                                 | —                                 | NC                                |
| 18    | Typh       | Adrien Gutierrez      | Let Me Down Slowly - Alec Benjamin         | Buzz utilisé                      | —                                 | —                                 | NC                                |
|       |            |                       |                                            |                                   |                                   |                                   |                                   |
| 19    | B.J.       | Daôme François        | Lonely Day - System of a Down              | Buzz utilisé                      | NC                                | —                                 | —                                 |
| 20    | B.J.       | Corentin Simon        | Elle est d'ailleurs - Pierre Bachelet      | Buzz utilisé                      | NC                                | —                                 | —                                 |
| 21    | B.J.       | Raphaël Rufo          | Last Night a D.J. Saved My Life - Indeep   | Buzz utilisé                      | NC                                | —                                 | —                                 |

### Épisode 10
- Diffusion : 1er mars 2022
- Audience : 252 201 téléspectateurs (part de marché à J+7 inconnue), leader de la soirée.

| Ordre | Coach      | Candidat              | Chanson                                                   | Choix des coachs et des candidats | Choix des coachs et des candidats | Choix des coachs et des candidats | Choix des coachs et des candidats |
| Ordre | Coach      | Candidat              | Chanson                                                   | Christophe                        | B.J.                              | Black M                           | Typh                              |
| ----- | ---------- | --------------------- | --------------------------------------------------------- | --------------------------------- | --------------------------------- | --------------------------------- | --------------------------------- |
| 1     | Christophe | Manal Ermichi         | Love In The Dark - Adele                                  | Buzz utilisé                      | —                                 | —                                 | —                                 |
| 2     | Christophe | Leslie Branckaute     | Woman - Neneh Cherry                                      | Buzz utilisé                      | —                                 | —                                 | —                                 |
| 3     | Christophe | Marvin Albert         | Talking To The Moon - Bruno Mars                          | Buzz utilisé                      | —                                 | —                                 | —                                 |
|       |            |                       |                                                           |                                   |                                   |                                   |                                   |
| 4     | Black M    | Saphyra Malulu Buanda | Love on the Brain - Rihanna                               | Buzz utilisé                      | —                                 | NC                                | —                                 |
| 5     | Black M    | Kaan Kandemir ,       | L'Assasymphonie - Mozart, l'opéra rock                    | Buzz utilisé                      | —                                 | NC                                | ✔️                                |
| 6     | Black M    | Andrea Alcoba         | Saving All My Love for You - Whitney Houston              | Buzz utilisé                      | —                                 | NC                                | —                                 |
|       |            |                       |                                                           |                                   |                                   |                                   |                                   |
| 7     | Typh       | Zélia Ponthieu        | Pause - Eddy de Pretto et Yseult                          | Buzz utilisé                      | —                                 | —                                 | NC                                |
| 8     | Typh       | Chloé Lopes Valadao   | Butter - BTS                                              | Buzz utilisé                      | ✔️                                | ✔️                                | NC                                |
| 9     | Typh       | Sekina Bensiali       | Waking Up - MJ Cole et Freya Ridings                      | Buzz utilisé                      | —                                 | ✔️                                | NC                                |
|       |            |                       |                                                           |                                   |                                   |                                   |                                   |
| 10    | Black M    | Eden Nsolani          | (You Make Me Feel Like) A Natural Woman - Aretha Franklin | Buzz utilisé                      | Buzz utilisé                      | Buzz utilisé                      | —                                 |
| 11    | Black M    | Lesly Briggs          | Les Yeux de la mama - Kendji Girac                        | Buzz utilisé                      | Buzz utilisé                      | Buzz utilisé                      | —                                 |
| 12    | Black M    | Valentin Sortino      | How do you Sleep - Sam Smith                              | Buzz utilisé                      | Buzz utilisé                      | Buzz utilisé                      | —                                 |
|       |            |                       |                                                           |                                   |                                   |                                   |                                   |
| 13    | B.J.       | Adriana de Chavagnac  | Angel Eyes - Ella Fitzgerald                              | Buzz utilisé                      | Buzz utilisé                      | Buzz utilisé                      | —                                 |
| 14    | B.J.       | Sophie Mühlfellner    | All of Me - John Legend                                   | Buzz utilisé                      | Buzz utilisé                      | Buzz utilisé                      | —                                 |
| 15    | B.J.       | Enola Elearts         | When She Loved Me - Sarah McLachlan                       | ✔️                                | Buzz utilisé                      | Buzz utilisé                      | —                                 |
|       |            |                       |                                                           |                                   |                                   |                                   |                                   |
| 16    | Christophe | Alice Courtois        | Idontwannabeyouanymore - Billie Eilish                    | Buzz utilisé                      | Buzz utilisé                      | Buzz utilisé                      | —                                 |
| 17    | Christophe | Iris Fournier         | I'm Still Standing - Elton John                           | Buzz utilisé                      | Buzz utilisé                      | Buzz utilisé                      | —                                 |
| 18    | Christophe | Nicolas Fais          | The Scientist - Coldplay                                  | Buzz utilisé                      | Buzz utilisé                      | Buzz utilisé                      | —                                 |

### Bilan des K.O. et liste des équipes pour lesLives
Les talents référencés sur les lignes 6 et 7 sont les talents volés. La couleur est celle du coach à qui le talent appartenait avant le K.O.
| Coachs | Coachs                  | Coachs               | Coachs                | Coachs            |
| no     | Christophe Willem       | B.J. Scott           | Black M               | Typh Barrow       |
| ------ | ----------------------- | -------------------- | --------------------- | ----------------- |
| 1      | Arthmony                | Nora Volon           | Roxane Taquet         | Oan Warnon        |
| 2      | Maysha Capoul           | Alec Golard          | Levandé               | Valentine Martens |
| 3      | Maréva Poaty            | Christopher Mingiedi | Anae Bida             | Daniel Vincke     |
| 4      | Manal Ermichi           | Raphaël Rufo         | Saphyra Malulu Buanda | Mounir Abouroh    |
| 5      | Iris Fournier           | Adriana de Chavagnac | Valentin Sortino      | Zélia Ponthieu    |
| 6      | Rosalie Vancauwenberghe | Chloé Lopes Valadao  | Sekina Bensiali       | Diana Kovalova    |
| 7      | Enola Elearts           | —                    | —                     | —                 |

## Étape 3: Les «Lives»
Après l'étape des K.O, 25 talents se sont qualifiés pour l'étape palpitante des Lives. Durant six semaines, les talents vont performer en direct pour convaincre le public et leur coach de les sauver, et ainsi, d'accéder au live suivant. À la fin, un seul talent sera sacré grand gagnant de cette saison anniversaire.
Nouveauté cette saison : chaque semaine, un ancien coach viendra prêter main-forte aux coachs en place .
Légende applicable pour les Lives 1 à 4 :

### Épisode 11
- Diffusion : 8 mars 2022
- Audience : 238 285 téléspectateurs, (part de marché à J+7 inconnue), en deuxième position des audiences de la soirée.
- Invités : Marc Lavoine et Vitaa en tant que coach d'honneur[200].
- Règles : premier live de la saison. Sur scène, les talents de toutes les équipes. Lors de ce premier direct, Christophe Willem, B.J. Scott, Typh Barrow et Black M présentent chacun trois talents. Les trois talents de chaque équipe passent chacun leur tour. Les votes sont ouverts uniquement le temps du passage de l'équipe. Le public offre au meilleur talent de chaque équipe une place assurée pour le Live 3. Le sort des 2 autres talents sera remis entre les mains de leur coach. Le meilleur restera et l'autre est définitivement éliminé.

| Ordre                                                                                | Talent                  | Équipe            | Chanson                            |
| ------------------------------------------------------------------------------------ | ----------------------- | ----------------- | ---------------------------------- |
| Black M, Christophe Willem, Beverly Jo Scott et Typh Barrow : I Wish - Stevie Wonder |                         |                   |                                    |
| 1                                                                                    | Anae Bida               | Black M           | Man Down - Rihanna                 |
| 2                                                                                    | Valentin Sortino        | Black M           | Indélébile - Yseult                |
| 3                                                                                    | Saphyra Malulu Buanda   | Black M           | Dernière Danse - Indila            |
| Toi mon amour - Marc Lavoine, Rosalie Vancauwenberghe & Adriana de Chavagnac         |                         |                   |                                    |
| 4                                                                                    | Iris Fournier           | Christophe Willem | Les séquoias - Pomme               |
| 5                                                                                    | Maysha Capoul           | Christophe Willem | Smells Like Teen Spirit - Nirvana  |
| 6                                                                                    | Rosalie Vancauwenberghe | Christophe Willem | Angel - Sarah McLachlan            |
| A fleur de toi - Vitaa, Mounir Abouroh & Christopher Mingiedi                        |                         |                   |                                    |
| 7                                                                                    | Mounir Abouroh          | Typh Barrow       | Fallin' - Alicia Keys              |
| 8                                                                                    | Daniel Vincke           | Typh Barrow       | Santé - Stromae                    |
| 9                                                                                    | Zélia Ponthieu          | Typh Barrow       | Ta marinière - Hoshi               |
| Le train - Marc Lavoine                                                              |                         |                   |                                    |
| 10                                                                                   | Adriana de Chavagnac    | B.J. Scott        | I Go to Sleep - The Pretenders     |
| 11                                                                                   | Christopher Mingiedi    | B.J. Scott        | Don't Say You Love Me - JC Stewart |
| 12                                                                                   | Nora Volon              | B.J. Scott        | Girl on Fire - Alicia Keys         |

| Équipe            | Sauvé par le public     | Sauvé par son coach  | Talent éliminé        |
| ----------------- | ----------------------- | -------------------- | --------------------- |
| Black M           | Valentin Sortino        | Anae Bida            | Saphyra Malulu Buanda |
| Christophe Willem | Rosalie Vancauwenberghe | Maysha Capoul        | Iris Fournier         |
| Typh Barrow       | Zélia Ponthieu          | Mounir Abouroh       | Daniel Vincke         |
| B.J. Scott        | Nora Volon              | Adriana de Chavagnac | Christopher Mingiedi  |

### Épisode 12
- Diffusion : 15 mars 2022
- Audience : 251 327 téléspectateurs (part de marché à J+7 inconnue), en deuxième position des audiences de la soirée.
- Invités : Dadju et Quentin Mosimann en tant que coach d'honneur [217].
- Règles : deuxième live de la saison. Sur scène, la deuxième salve de talents des équipes. Lors de ce second direct, B.J. Scott, Typh Barrow et Black M présenteront chacun trois talents. Christophe Willem, quant à lui, présentera quatre talents. Les talents de chaque équipe passent chacun leur tour. Les votes sont ouverts uniquement le temps du passage de l'équipe. Le public offre au meilleur talent de chaque équipe une place assurée pour le Live 3. Le sort des 2 (ou 3) autres talents sera remis entre les mains de leur coach. Le meilleur restera et l'autre (ou les autres) est (ou sont) définitivement éliminé(s).

| Ordre                                                                                                   | Talent              | Équipe            | Chanson                                       |
| --- | ------------------- | ----------------- | --------------------------------------------- |
| Quentin Mosimann et les talents : Kiss - Prince & The Revolution                                        |                     |                   |                                               |
| 1 | Manal Ermichi       | Christophe Willem | Papaoutai - Stromae                           |
| 2 | Maréva Poaty        | Christophe Willem | Bad boy - Yseult                              |
| 3 | Arthmony            | Christophe Willem | Without You - David Guetta & Usher            |
| 4 | Enola Elearts       | Christophe Willem | Drivers License - Olivia Rodrigo              |
| Reine - Dadju, Diana Kovalova, Chloé Lopes Valadao, Valentine Martens, Sekina Bensiali et Roxane Taquet |                     |                   |                                               |
| 5 | Alec Golard         | B.J. Scott        | Enemy - Imagine Dragons                       |
| 6 | Chloé Lopes Valadao | B.J. Scott        | Love Is Back - Celeste                        |
| 7 | Raphaël Rufo        | B.J. Scott        | Zitti e buoni - Måneskin                      |
| |                     |                   |                                               |
| 8 | Levandé             | Black M           | You Rock My World - Michael Jackson           |
| 9 | Roxane Taquet       | Black M           | Laissez-moi danser (Monday, Tuesday) - Dalida |
| 10 | Sekina Bensiali     | Black M           | Avec le temps - Léo Ferré                     |
| King - Dadju                                                                                            |                     |                   |                                               |
| 11 | Valentine Martens   | Typh Barrow       | Another Love - Tom Odell                      |
| 12 | Oan Warnon          | Typh Barrow       | Power Over Me - Dermot Kennedy                |
| 13 | Diana Kovalova      | Typh Barrow       | Tebe Nema Syogodni - Ivan Dorn                |

| Équipe            | Sauvé par le public | Sauvé par son coach | Talent(s) éliminé(s) |
| ----------------- | ------------------- | ------------------- | -------------------- |
| Christophe Willem | Arthmony            | Enola Elearts       | Maréva Poaty         |
| Christophe Willem | Arthmony            | Enola Elearts       | Manal Ermichi        |
| B.J. Scott        | Raphaël Rufo        | Alec Golard         | Chloé Lopes Valadao  |
| Black M           | Sekina Bensiali     | Roxane Taquet       | Levandé              |
| Typh Barrow       | Valentine Martens   | Diana Kovalova      | Oan Warnon           |

### Épisode 13
- Diffusion : 22 mars 2022
- Audience : 236 331 téléspectateurs, (24,2 % de part de marché à J+7), en deuxième position des audiences de la soirée.
- Invités : Amir et Marc Pinilla en tant que coach d'honneur [234].
- Règles : troisième live de la saison. Les seize talents (quatre dans chaque équipe) qui se sont qualifiés lors des deux premiers directs se produisent une nouvelle fois pour espérer obtenir une place pour les quarts de finale. Dans chaque équipe, les talents passent chacun leur tour. En parallèle des prestations des talents d'une équipe, le public est appelé à voter. Il ne peut seulement voter pour son (ou ses) favori(s) que le temps du passage du groupe. Le public offre aux deux meilleurs talents de chaque équipe une place assurée pour le Live 4. Le sort des deux autres talents est remis entre les mains de leur coach. Le meilleur reste et le dernier talent est définitivement éliminé de la compétition.
- Informations complémentaires : les talents notés en italique sont les talents volés.

| Ordre                                                               | Talent                  | Équipe            | Chanson                                     |
| ------------------------------------------------------------------- | ----------------------- | ----------------- | ------------------------------------------- |
| Marc Pinilla, Arthmony & Zélia Ponthieu : Le temps de voir - Suarez |                         |                   |                                             |
| 1                                                                   | Mounir Abouroh          | Typh Barrow       | Feel It Still - Portugal. The Man           |
| 2                                                                   | Valentine Martens       | Typh Barrow       | Et bam - Mentissa                           |
| 3                                                                   | Diana Kovalova          | Typh Barrow       | Video Games - Lana Del Rey                  |
| 4                                                                   | Zélia Ponthieu          | Typh Barrow       | Tout va bien - Orelsan                      |
|                                                                     |                         |                   |                                             |
| 5                                                                   | Rosalie Vancauwenberghe | Christophe Willem | Le dernier jour du disco - Juliette Armanet |
| 6                                                                   | Maysha Capoul           | Christophe Willem | Hymne à l'amour - Édith Piaf                |
| 7                                                                   | Enola Elearts           | Christophe Willem | ABCDEFU - Gayle                             |
| 8                                                                   | Arthmony                | Christophe Willem | Dans ma tête - Saskia                       |
| Amir, Nora Volon et Anae Bida : Rétine - Amir                       |                         |                   |                                             |
| 9                                                                   | Adriana de Chavagnac    | B.J. Scott        | Onde sensuelle - -M-                        |
| 10                                                                  | Alec Golard             | B.J. Scott        | I See Fire - Ed Sheeran                     |
| 11                                                                  | Nora Volon              | B.J. Scott        | Crier tout bas - Cœur de pirate             |
| 12                                                                  | Raphaël Rufo            | B.J. Scott        | Dormir dehors - Daran et les chaises        |
|                                                                     |                         |                   |                                             |
| 13                                                                  | Anae Bida               | Black M           | Tu n'es plus là - Amel Bent                 |
| 14                                                                  | Valentin Sortino        | Black M           | Frozen - Madonna                            |
| 15                                                                  | Sekina Bensiali         | Black M           | Stand Up - Cynthia Erivo                    |
| 16                                                                  | Roxane Taquet           | Black M           | Never Enough - Loren Allred                 |

| Équipe            | Sauvé par le public     | Sauvé par son coach | Talent éliminé       |
| ----------------- | ----------------------- | ------------------- | -------------------- |
| Typh Barrow       | Valentine Martens       | Diana Kovalova      | Mounir Abouroh       |
| Typh Barrow       | Zélia Ponthieu          | Diana Kovalova      | Mounir Abouroh       |
| Christophe Willem | Rosalie Vancauwenberghe | Maysha Capoul       | Enola Elearts        |
| Christophe Willem | Arthmony                | Maysha Capoul       | Enola Elearts        |
| B.J. Scott        | Nora Volon              | Alec Golard         | Adriana de Chavagnac |
| B.J. Scott        | Raphaël Rufo            | Alec Golard         | Adriana de Chavagnac |
| Black M           | Sekina Bensiali         | Anae Bida           | Roxane Taquet        |
| Black M           | Valentin Sortino        | Anae Bida           | Roxane Taquet        |

### Épisode 14
- Diffusion : 28 mars 2022 [253]
- Audience : 228 664 téléspectateurs (part de marché à J+7 inconnue), en deuxième position des audiences de la soirée.
- Invités : Clara Luciani et Matthew Irons en tant que coach d'honneur [254].
- Règles : quart de finale. Il ne reste plus que trois talents par équipe. Même principe que les semaines précédentes : chaque équipe et ses talents se produisent en direct. Le public peut voter le temps du passage de l'équipe. Le public sauve un talent et le coach a la lourde tâche de départager les deux autres talents et d'en sauver un. A la fin de la soirée, il reste huit talents : les demi-finalistes.
- Informations complémentaires : les talents notés en italique sont les talents volés. De plus, Black M sera absent de ce live, suite à un concert. Il est remplacé par Soprano [255].

| Ordre                                                                             | Talent                                                                | Équipe                                                                | Chanson                               |
| --------------------------------------------------------------------------------- | --------------------------------------------------------------------- | --------------------------------------------------------------------- | ------------------------------------- |
| Soprano, Alec Golard & Valentin Sortino : Cosmo - Soprano                         |                                                                       |                                                                       |                                       |
| 1                                                                                 | Alec Golard                                                           | B.J. Scott                                                            | Comme toi - Jean-Jacques Goldman      |
| 2                                                                                 | Nora Volon                                                            | B.J. Scott                                                            | Beggin' - Madcon                      |
| 3                                                                                 | Raphaël Rufo                                                          | B.J. Scott                                                            | Écris l'histoire - Grégory Lemarchal  |
| Clara Luciani, Valentine Martens & Maysha Capoul : Respire encore - Clara Luciani |                                                                       |                                                                       |                                       |
| 4                                                                                 | Valentin Sortino                                                      | Black M et Soprano                                                    | Rescue Me - OneRepublic               |
| 5                                                                                 | Sekina Bensiali                                                       | Black M et Soprano                                                    | Silhouette - Gjon's Tears             |
| 6                                                                                 | Anae Bida                                                             | Black M et Soprano                                                    | Smokin Out the Window - Bruno Mars    |
| Amour Toujours - Clara Luciani                                                    |                                                                       |                                                                       |                                       |
| 7                                                                                 | Valentine Martens                                                     | Typh Barrow                                                           | Poker Face - Lady Gaga                |
| 8                                                                                 | Diana Kovalova                                                        | Typh Barrow                                                           | On brûlera - Pomme                    |
| 9                                                                                 | Zélia Ponthieu                                                        | Typh Barrow                                                           | Unintended - Muse                     |
| Forrest - Soprano                                                                 |                                                                       |                                                                       |                                       |
| Christophe Willem, Arthmony, Maysha Capoul et Rosalie Vancauwenberghe             | Christophe Willem, Arthmony, Maysha Capoul et Rosalie Vancauwenberghe | Christophe Willem, Arthmony, Maysha Capoul et Rosalie Vancauwenberghe | Jacques a dit - Christophe Willem     |
| 10                                                                                | Arthmony                                                              | Christophe Willem                                                     | Halo - Beyoncé                        |
| 11                                                                                | Maysha Capoul                                                         | Christophe Willem                                                     | River - Bishop Briggs                 |
| 12                                                                                | Rosalie Vancauwenberghe                                               | Christophe Willem                                                     | Le Coup de soleil - Richard Cocciante |

| Équipe             | Sauvé par le public     | Sauvé par son coach | Talent éliminé |
| ------------------ | ----------------------- | ------------------- | -------------- |
| B.J. Scott         | Raphaël Rufo            | Alec Golard         | Nora Volon     |
| Black M et Soprano | Valentin Sortino        | Sekina Bensiali     | Anae Bida      |
| Typh Barrow        | Valentine Martens       | Diana Kovalova      | Zélia Ponthieu |
| Christophe Willem  | Rosalie Vancauwenberghe | Maysha Capoul       | Arthmony       |

### Épisode 15: demi-finale
- Diffusion : 5 avril 2022
- Audience : 214 188 téléspectateurs (part de marché à J+7 inconnue), en troisième position des audiences de la soirée.
- Invités : Charles, Mustii et Lio en tant que coach d'honneur [273].
- Règles :  dans chaque équipe, deux talents s'affrontent pour obtenir la place en finale. Ils vont chacun chanter une fois puis partageront une prestation avec leur coach. À la fin de la soirée, le coach doit répartir 100 points entre ses deux candidats (avec interdiction de faire 50/50). Ses points sont ajoutés à ceux du public pour former un total de 200 points. Le talent qui a le plus de points remporte son ticket pour la grande finale du 12 avril.
- Légende

| Ordre | Talent                                           | Équipe                                           | Chanson                                                                  |
| --- | ------------------------------------------------ | ------------------------------------------------ | ------------------------------------------------------------------------ |
| Lio, Diana Kovalova, Maysha Capoul, Rosalie Vancauwenberghe - Les brunes comptent pas pour des prunes, Fallait pas commencer, Le Banana Split - Lio |                                                  |                                                  |                                                                          |
| 1 | Raphaël Rufo                                     | B.J. Scott                                       | Radar Love - Golden Earring                                              |
| 2 | Sekina Bensiali                                  | Black M                                          | Mashup : L'enfer - Stromae / Vois sur ton chemin - Jean-Baptiste Maunier |
| PS : Je t'aime - Christophe Willem |                                                  |                                                  |                                                                          |
| 3 | Rosalie Vancauwenberghe                          | Christophe Willem                                | The A Team - Ed Sheeran                                                  |
| Mustii, Raphaël Rufo, Valentin Sortino et Alec Golard - Give me a hand - Mustii                                                                     |                                                  |                                                  |                                                                          |
| 4 | Diana Kovalova                                   | Typh Barrow                                      | Vogue - Madonna                                                          |
| Black M, Valentin Sortino et Sekina Bensiali | Black M, Valentin Sortino et Sekina Bensiali     | Black M, Valentin Sortino et Sekina Bensiali     | La Légende Black - Black M                                               |
| 5 | Maysha Capoul                                    | Christophe Willem                                | Marcia Baïla - Les Rita Mitsouko                                         |
| 6 | Alec Golard                                      | B.J. Scott                                       | Standing with you - Guy Sebastian                                        |
| Typh Barrow, Diana Kovalova et Valentine Martens | Typh Barrow, Diana Kovalova et Valentine Martens | Typh Barrow, Diana Kovalova et Valentine Martens | The Other Woman - Typh Barrow                                            |
| 7 | Valentin Sortino                                 | Black M                                          | Believe - Cher                                                           |
| 8 | Valentine Martens                                | Typh Barrow                                      | Dommage - Erza Muqoli                                                    |
| B.J. Scott, Alec Golard et Raphaël Rufo | B.J. Scott, Alec Golard et Raphaël Rufo          | B.J. Scott, Alec Golard et Raphaël Rufo          | Give it everything you got - Beth Hart & Joe Bonamassa                   |
| Charles, Valentine Martens et Sekina Bensiali - Without you - Charles                                                                               |                                                  |                                                  |                                                                          |
| Florent Brack, Renato Bernnardo, Julie Compagnon et B.J. Scott - Les Rêves sont en nous - Pierre Rapsat                                             |                                                  |                                                  |                                                                          |

| Équipe            | Talent finaliste  | Résultat Coach /100 | Résultat Public /100 | Total /200 | Talent exclu            | Résultat Coach /100 | Résultat Public /100 | Total /200 |
| ----------------- | ----------------- | ------------------- | -------------------- | ---------- | ----------------------- | ------------------- | -------------------- | ---------- |
| B.J. Scott        | Alec Golard       | 45                  | 57                   | 102        | Raphaël Rufo            | 55                  | 43                   | 98         |
| Black M           | Sekina Bensiali   | 55                  | 63                   | 118        | Valentin Sortino        | 45                  | 37                   | 82         |
| Christophe Willem | Maysha Capoul     | 55                  | 48                   | 103        | Rosalie Vancauwenberghe | 45                  | 52                   | 97         |
| Typh Barrow       | Valentine Martens | 55                  | 80                   | 135        | Diana Kovalova          | 45                  | 20                   | 65         |

### Épisode 16: finale
- Diffusion : 12 avril 2022
- Audience : 255 667 téléspectateurs, (22,1 % de part de marché à J+7), leader des audiences de la soirée
- Invités : Jérémie Makiese, Sola (connue sous le nom de Soraya Slimani, finaliste de la Saison 7 de The Voice Belgique) et Slimane en tant que coach d'honneur .
- Règles :  à ce stade, il ne reste plus qu'un talent par coach. Chaque candidat interprétera cette fois deux titres: un duo avec son coach et une nouvelle « cover ». Les talents seront départagés par le vote des téléspectateurs. À la suite des premières chansons, deux candidats seront éliminés définitivement de la compétition. Alors, les deux restants réinterpréterons leur meilleure prestation de la saison, avant de déterminer le gagnant, toujours par le vote des téléspectateurs.
- Légende

| Ordre | Talent                             | Équipe                             | Chanson                                               |
| --- | ---------------------------------- | ---------------------------------- | ----------------------------------------------------- |
| Slimane, Alec Golard, Maysha Capoul, Valentine Martens et Sekina Bensiali - Viens on s'aime - Slimane    |                                    |                                    |                                                       |
| 1 | Valentine Martens                  | Typh Barrow                        | Envole-moi - Jean-Jacques Goldman                     |
| 2 | Black M et Sekina Bensiali         | Black M et Sekina Bensiali         | Ma direction - Sexion d'assaut                        |
| 3 | Alec Golard                        | B.J. Scott                         | Human - Rag'n'Bone Man                                |
| 4 | Christophe Willem et Maysha Capoul | Christophe Willem et Maysha Capoul | One - U2 et Mary J. Blige                             |
| Miss You - Jérémie Makiese                                                                               |                                    |                                    |                                                       |
| 5 | Sekina Bensiali                    | Black M                            | Wicked Game - Chris Isaak                             |
| 6 | B.J. Scott et Alec Golard          | B.J. Scott et Alec Golard          | You've Got a Friend - James Taylor                    |
| 7 | Maysha Capoul                      | Christophe Willem                  | I Will Always Love You - Whitney Houston              |
| 8 | Typh Barrow et Valentine Martens   | Typh Barrow et Valentine Martens   | Je t'aimais, je t'aime, je t'aimerai - Francis Cabrel |
| Maquiller - Sola                                                                                         |                                    |                                    |                                                       |
| Dans le noir - Slimane                                                                                   |                                    |                                    |                                                       |
| Fin temporaire des votes : élimination de Sekina Bensiali (Black M) et Maysha Capoul (Christophe Willem) |                                    |                                    |                                                       |
| 9 | Valentine Martens                  | Typh Barrow                        | Another Love - Tom Odell                              |
| 10 | Alec Golard                        | B.J. Scott                         | Indigo Night - Tamino                                 |
| Fin des votes                                                                                            |                                    |                                    |                                                       |

Pré-éliminations :
| Talents qualifiés               | Talents éliminés                  |
| ------------------------------- | --------------------------------- |
| Valentine Martens (Typh Barrow) | Sekina Bensiali (Black M)         |
| Alec Golard (B.J. Scott)        | Maysha Capoul (Christophe Willem) |

Résultat final :
| Vainqueur                                   | Deuxième place                  |
| ------------------------------------------- | ------------------------------- |
| Alec Golard (B.J. Scott) avec 58% des votes | Valentine Martens (Typh Barrow) |

## Audiences
| Type            | Date de diffusion | Téléspectateurs | Parts de marché à J+7 | Classement des audiences de la soirée | Classement des parts de marché de la soirée | Sources |
| --------------- | ----------------- | --------------- | --------------------- | ------------------------------------- | ------------------------------------------- | ------- |
| Blind Auditions | 28 décembre 2021  | 349 401         | 27,6 %                | 1er                                   | 1er                                         | [ 304 ] |
| Blind Auditions | 4 janvier 2022    | 329 545         | 24,4 %                | 1er                                   | 1er                                         | [ 304 ] |
| Blind Auditions | 11 janvier 2022   | 340 416         | 26,6 %                | 1er                                   | 1er                                         | [ 304 ] |
| Blind Auditions | 18 janvier 2022   | 356 919         | 25,6 %                | 1er                                   | 1er                                         | [ 304 ] |
| Blind Auditions | 25 janvier 2022   | 336 626         | 24,4 %                | 1er                                   | 1er                                         | [ 304 ] |
| Blind Auditions | 1er février 2022  | 380 410         | 27,9 %                | 1er                                   | 1er                                         | [ 304 ] |
| Blind Auditions | 8 février 2022    | 354 827         | 27,0 %                | 1er                                   | 1er                                         | [ 304 ] |
| K.O             | 15 février 2022   | 287 468         | 22,5 %                | 1er                                   | 1er                                         | [ 304 ] |
| K.O             | 22 février 2022   | 264 616         | —                     | 2e                                    | —                                           | [ 304 ] |
| K.O             | 1er mars 2022     | 252 201         | —                     | 1er                                   | —                                           | [ 304 ] |
| Lives           | 8 mars 2022       | 238 285         | —                     | 2e                                    | —                                           | [ 304 ] |
| Lives           | 15 mars 2022      | 251 327         | —                     | 2e                                    | —                                           | [ 304 ] |
| Lives           | 22 mars 2022      | 236 231         | 24,2 %                | 2e                                    | 2e                                          | [ 304 ] |
| Lives           | 28 mars 2022      | 228 664         | —                     | 2e                                    | —                                           | [ 304 ] |
| Lives           | 5 avril 2022      | 214 188         | —                     | 3e                                    | —                                           | [ 304 ] |
| Lives           | 12 avril 2022     | 255 667         | 22,1 %                | 1er                                   | 1er                                         | [ 304 ] |

Moyennes par étape et comparaison par rapport à la saison précédente
- L'étape des Blind Auditions a fédéré en moyenne, sur les 7 épisodes, 349 734 téléspectateurs pour une part de marché moyenne à J+7 de 26,2 %. C'est 54 617 téléspectateurs de moins qu'il y'a un an (moyenne de 404 351 TVSP) et 2,5 % de part de marché perdue (moyenne à 28,7 % en saison 9)[305].
- L'étape des K.O. a réuni en moyenne 268 095 téléspectateurs. Le programme enregistre, toutefois, une perte d'un peu plus de 80 000 personnes depuis la diffusion des Blinds.
- La dernière étape, celle des Lives, a rassemblé en moyenne 237 393 téléspectateurs, soit une nouvelle baisse d'un peu plus de 30 000 depuis les K O.

Évolution de l'audience par épisode (en milliers de téléspectateurs)
Évolution des parts de marché à J+7 par épisode (en %) 